# Юлія

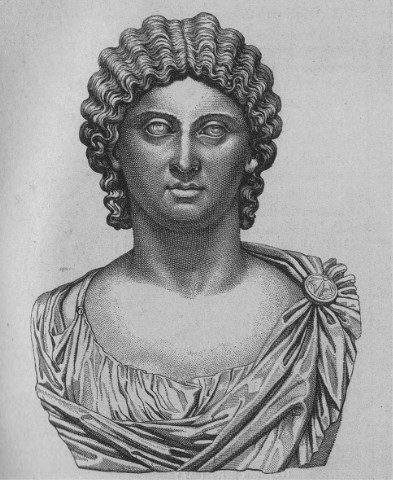
Юлія Домна (бл. 170—217) — дружина римського імператора Септимія Севера

Ю́лія — християнське жіноче особове ім'я, жіноча форма імені Юлій. Поширене серед слов'янських народів. 

## Походження
Ім'я Юлія походить через грецьке посередництво від лат. Iulia — «з роду Юліїв». Давньоримський номен Iulii, як вважається, пов'язаний з міфічним Юлом.

## Використання імені

### Топоніми
- Алба-Юлія — місто в повіті Алба, Румунія.
- Юлія — село у повіті Тулча, Румунія.
- Пакс Юлія — місто в римській провінції Лузітанія, сучасна Бежа, Португалія;
- Юлія — річка у швейцарському кантоні Граубюнден.

### Фільми
- «Фрекен Юлія» (швед. Fröken Julie) — шведська мелодрама 1951 року;
- «Юлія Ікс» (англ. Julia X 3D) — американський фільм жахів 2011 року;
- «Будь щаслива, Юліє!» (рос. Будь счастлива, Юлия!) — радянська мелодрама Якоба Бургіу 1983 року.

### Літературні твори
- «Юлія або запрошення до самовбивства» — роман П. А. Загребельного;
- «Юлія або Нова Елоїза» (фр. Julie ou la Nouvelle Héloïse) — роман в листах, який написаний Жаном-Жаком Руссо.

### Інше
- 89 Юлія — астероїд головного поясу;
- Юлія (англ. Julia) — мова програмування;
- Базиліка Юлія — базиліка на Римському форумі, побудована в 54 — 44 роках до н. е. Гаєм Юлієм Цезарем;
- Акведук Юлія — водопровід в Стародавньому Римі, що постачав водою Целій та Авентін;
- Септа Юлія — будівля в Стародавньому Римі на Марсовому полі, результат задуму Гая Юлія Цезаря.

## Цікаві факти
- У скандинавських країнах імена Юлія та Юліус часто дають дітям, які народилися в грудні (через співзвучність імені зі швед. jul — «Різдво»).

## Відомі носійки

### Святі
- Юліанія Іліопольська (*сер. ІІІ ст. — †кін. ІІІ ст. або поч ІV ст.) — християнська свята, мучениця, що постраждала за віру разом з великомученицею Варварою (день пам'яті обох - 4 грудня).
- Юліанія Нікомедійська[en] (*бл. 285 — †бл. 304) — великомучениця, покровителька хворих, свята православної (день пам'яті - 21 грудня) та католицької церкви.
- Юлія Корсиканська († V століття) — патронеса острова Корсика, свята православної (день пам'яті - 16 липня) та католицької церкви.
- Юліанія Гольшанська († бл. 1540) — православна свята княжого роду, спочиває в Ближніх Печерах Києво-Печерського монастиря.

### Титуловані персони
- Юлія Цезаріс — родове жіноче ім'я патриціанок з роду Юліїв:
  - Юлія Цезаріс — дружина Гая Марії;
  - Юлія Цезаріс — дочка Юлія Цезаря;
  - Юлія Цезаріс Старша — сестра Юлія Цезаря;
  - Юлія Цезаріс Молодша — сестра Юлія Цезаря.

### Спортсменки
- Юлія Кревсун — українська легкоатлетка, бігунка на середні дистанції;
- Юлія Шебештьєн — угорська фігуристка;
- Юлія Гергес — німецька тенісистка;
- Юлія Левченко — українська легкоатлетка;
- Юлія Олішевська — українська легкоатлетка, спринтерка, чемпіон Європи;

### Мисткині
- Юлія Саніна — українська співачка, солістка українського гурту The Hardkiss;
- Юлія Дошна — україномовна лемківська співачка з Польщі;
- Юлія Скоблікова — український скульпторка;
- Юлія Мусаковська — українська поетеса;
- Юлія Гашдеу — румунська поетеса;
- Юлія Стрейчі — англійська письменниця;
- Юлія Кручак — українська поетка, перекладачка, художниця;
- Юлія Стахівська — українська поетеса, ілюстраторка, журналістка;
- Юлія Шашкова — український кінорежисер та кіносценарист;
- Юлія Бориско — українська телеведуча, журналіст, ведуча ТСН на каналі 1+1;
- Юлія Лазаревська — український звукооператорка, сценаристка, режисерка, художниця;

### Акторки
- Юлія Волчкова — українська театральна та кіноакторка;
- Юлія Стрейн — американська кіноакторка та фотомодель;
- Юлія К. Сміт[en] — німецька кіноакторка та фотомодель.